# デスパンダ
「デスパンダ」は、氏賀Y太による猟奇漫画シリーズ。突如街に現れ人々を虐殺する謎のパンダ「デスパンダ」と巫女の闘いを描く。商業誌では『コミック夢雅』で連載され、同誌が休刊したため『コミックXO』に連載が移り、三和出版から単行本化されている（単行本のタイトルは『巫女と野獣』）。
作者は単行本でこの作品を「ラブコメ」と自称している。ギャグテイストの描写もあり、氏賀作品の中では描写は比較的、大人しめの方である。

pixivでもたびたびデスパンダ（レオ）を登場させたネタ作品が作者本人や他のユーザーによって描かれている。

## 登場人物
デスパンダ/レオ
突如現れた謎のパンダ。人々を食いちぎり手当りしだい虐殺してまわる殺人鬼。
人間体にもなり、その際の名前はレオで、褐色の肌の短髪の青年。何故か鈴蘭には止めを刺そうとしない。
結城鈴蘭
デスパンダに立ち向かい、闘う巫女。黒髪で巨乳。普段は結城神社という実家の神社で働いており結城神道の退魔師。
結城沙蘭
鈴蘭の妹。退魔師としての戦闘能力は姉より高い。貧乳でレズビアンの気がある。姉に対しては冷淡な扱いをする。
柊三姉妹
沙蘭を慕う巫女姉妹で、彼女とともに戦う。
ナーサリーズ
作品冒頭に出てくるアイドルグループ。「保育士と園児」という設定で子供4人と大人の女性1人のメンバーで、熱狂的なファンを持つ。握手会の最中に現れたデスパンダに虐殺されてしまう。